# Muscle transverse du menton
Le muscle transverse du menton est un muscle facial cutané pair situé dans la région mentonnière.

## Description
Le muscle transverse du menton est un muscle constitué de fibres issues du muscle abaisseur de l'angle de la bouche qui se dispersent dans la peau du menton.
Dans la littérature il est parfois considéré comme des fibres superficielles de ce dernier muscle.